# برايان بيرك (محامي)
برايان بيرك (بالإنجليزية: Brian Burke)‏ هو لاعب هوكي الجليد ومحامي أمريكي وكندي، ولد في 30 يونيو 1955 في بروفيدنس في الولايات المتحدة.

## وصلات خارجية
- برايان بيرك على موقع دوري الهوكي الوطني (الإنجليزية)
- برايان بيرك على موقع EliteProspects.com (الإنجليزية)
- برايان بيرك على موقع HockeyDB.com (الإنجليزية)